# Гідрокс
Гідрокс (рос. гидрокс, англ. hydrox coal blasting, нім. Hydrox) — спосіб безполум'яного висаджування, оснований на миттєвій хімічній реакції суміші персульфату амонію і нітрату гуанідину з виділенням тепла та утворенням водяної пари у суміші з вуглекислим газом і азотом.

## Інтернет-ресурси
- MINES AND QUARRIES. The Coal Mines (Cardox and Hydrox) Regulations, 1956 [Архівовано 31 жовтня 2018 у Wayback Machine.]